# Barbara Vucanovich
Barbara Farrell Vucanovich (Fort Dix, 22 de junio de 1921-Reno, 10 de junio de 2013) fue una política estadounidense del Partido Republicano, que fue la primera mujer latina elegida a la Cámara de Representantes de los Estados Unidos, en la que se desempeñó representando al 2.º distrito congresional de Nevada de 1983 a 1997.

## Biografía

### Primeros años y familia
Nació en Fort Dix (Nueva Jersey). Su madre, María Ynez White, era de ascendencia inglesa e hispana del sur de California, y su abuela materna era una mexicana que se convirtió en ciudadana estadounidense tras la transferencia de California a los Estados Unidos en 1848.
Creció en la ciudad capital de Albany (Nueva York). Fue empleada por varias empresas de Nueva York durante la década de 1940. En 1949, se mudó a Reno (Nevada). Enviudó de un segundo matrimonio en 1964, y se casó con George Vucanovich en 1965.

### Carrera política
Su segundo marido, Ken Dillon, la introdujo en la política republicana de Nevada en la década de 1950, cuando el partido se estaba construyendo lentamente después de décadas de estatus minoritario. Dillon le presentó a Paul Laxalt, entonces un joven fiscal de distrito de Carson City. Después de trabajar en las campañas para gobernador de Laxalt y su victoria en la elección senatorial sobre el demócrata Harry Reid en 1974, Vucanovich fue contratada como directora de distrito del senador recién elegido. Cuando Nevada se dividió en dos distritos congresionales después del censo de los Estados Unidos de 1980, Laxalt instó a Vucanovich a postularse para el segundo distrito, que incluía todo el estado fuera de Las Vegas.
Ganó su primer mandato con el lema "Lo que el Congreso necesita es una abuela dura". Su mandato se extendió desde 1983 hasta su jubilación en 1997. Poco después de asumir el cargo en 1983, fue diagnosticada y operada de cáncer de mama. Motivada en parte por su propia experiencia, apoyó la financiación para la detección temprana, la detección y el tratamiento del cáncer de mama. Apoyó la igualdad de remuneración y el mismo trato para las mujeres. Era también partidaria de la pena capital.
Sirvió durante muchos años en el Comité del Interior de la Cámara, del cual finalmente se convirtió en la republicana de mayor rango en el subcomité de Minería y Minerales. También se desempeñó en el Comité de Administración de la Cámara de Representantes hasta su nombramiento en 1991 para el Comité de Apropiaciones. Se convirtió en presidenta del subcomité de Construcción Militar cuando los republicanos obtuvieron el control de la Cámara de Representantes en 1995. Fue autora de la derogación del límite de velocidad de 55 mph, particularmente popular en el oeste estadounidense y una medida para evitar que más de un estado imponga impuestos pensiones y prestaciones de jubilación. Hizo campaña por su séptimo mandato al oponerse a las propuestas de aumento de impuestos de la administración de Bill Clinton en los casinos.

### Fallecimiento
Falleció doce días antes de cumplir 92 años el 10 de junio de 2013.